# Alfredo De Simone
Alfredo De Simone (Lattarico, Cosenza, 29 de octubre de 1898, - Montevideo, 27 de enero de 1950) fue un pintor uruguayo.

## Biografía
La fecha de nacimiento está discutida pudiendo ser 1896 o 1898. Su padre, sastre de oficio, emigró al Uruguay en el año 1900; posteriormente, en 1904, se trasladan su esposa y sus dos hijos, Concepción y Alfredo. Sufrió siendo muy niño un accidente por lo cual adquiere una semi-parálisis del lado izquierdo del cuerpo que se iría intensificando con el correr de los años.
Crece dentro de un hogar muy humilde y posiblemente su instrucción primaria no estuvo completa, debiendo trabajar para colaborar con la subsistencia de su familia en tareas como la venta de diarios. Durante los años 1911 o 1912 fue mandadero en la librería Monteverde de Montevideo.
En 1916 obtiene una beca para estudiar en el Círculo de Bellas Artes con Guillermo Laborde. Su dedicación casi total a la Escuela, hace que sea "jubilado" en su trabajo en Monteverde, por lo que recibirá una pequeña pensión a la que renuncia tiempo después. Es la época de la dirección en la Escuela de Bellas Artes del maestro Pedro Blanes Viale. Por esa época también enseñan en dicha escuela los maestros uruguayos José Belloni, Carmelo de Arzaduny Vicente Puig, entre otros. Si bien recibe influencias de sus maestros, muy rápidamente se definiría su propio estilo expresivo.
A mediados de la década de 1920, se acerca a los grupos intelectuales montevideanos. Entre ellos, al grupo orientado por Eduardo Dieste y que se reunía en el café Tupí Nambá (ubicado frente al Teatro Solís). Se recuerda de él que: "hablaba muy bajo y lo menos posible, estaba eso si, siempre sonriendo". Pero el lugar más frecuentado en la época, donde encontró De Simone su rueda de amigos, fue el Gran Café Ateneo. Por esa época vivía el pintor por la calle Tacuarembó 1080. Y es por esos años que pinta:"Las Negras" y el retrato de su madre. En 1925 Julio Verdié, refiriéndose a él en la revista Surcos, escribiría: "Sus pocos lienzos dan una idea de personalidad casi absoluta. No ha imitado a nadie, ni nadie lo ha sugestionado con su genio".[cita requerida]
En 1926 comienza a trabajar en el Museo de Bellas Artes, puesto que ocuparía hasta la fecha de su muerte. En 1935, es citado junto con muchos artistas para formar la UAPU (Unión de Artistas del Uruguay). Por esta época un hecho repercutió en el vuelco pasional que se nota en sus obras: el amor a distancia, solitario e imposible hacia una mujer. Surge su obra "Nocturno". Alrededor de 1940 crea las que serían consideradas sus mejores obras. 
Según descripción de Raúl López Cortéz, único discípulo que tuvo De Simone, el pintor realizaba sus obras como poseído, transpiraba, ingería pintura, ensuciaba su cara, sus ojos y orejas, no oía, no veía a nadie"...."trabajaba con espátula, con los dedos y cuchillos, la pintura chorreaba de los cuadros sobre sí mismo...".[cita requerida]
Los últimos años se acentuó su desequilibrio y se obsesionó con su pueblo natal, eso explica en sus últimas obras la aparición de Lattarico, en las que usa sus más fuertes empastes. Fallece en enero de 1950, en el Hospital Maciel de Montevideo.

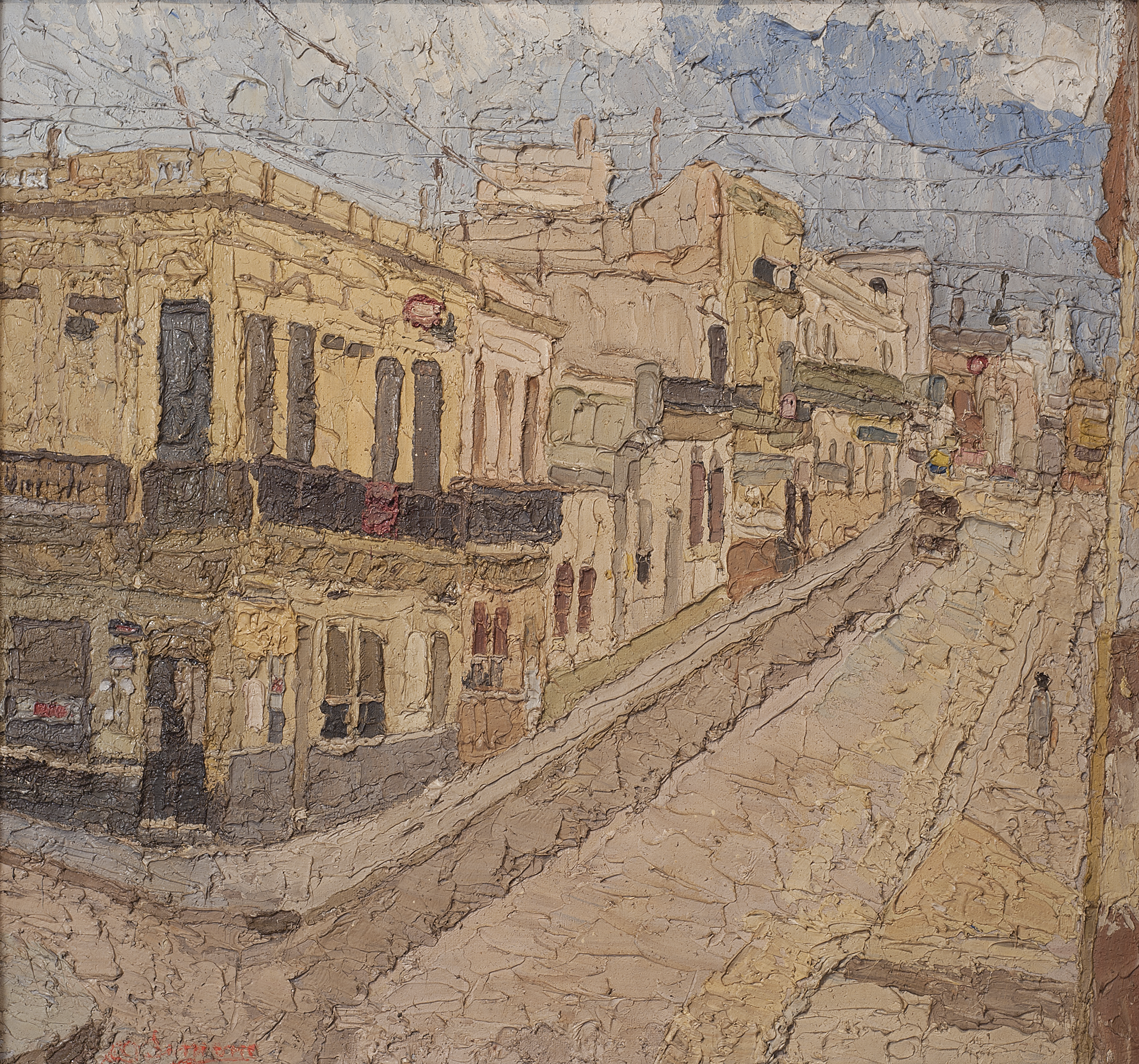
Alfredo De Simone. La calle. Presente en el Museo Nacional de Artes Visuales de Uruguay

Sus obras forman parte de los acervos del Museo Blanes y del Museo Nacional de Artes Visuales de Montevideo.

## Obras
- La calle
- El Puerto

## Exposiciones
- Grupo Teseo en Buenos Aires (1927)
- Exposición Iberoamericana de Sevilla (1930)

## Premios
- Medalla de Plata en la Exposición Iberoamericana de Sevilla en 1930